# Brian De Keersmaecker
Brian De Keersmaecker, né le 6 mai 2000 à Bornem en Belgique, est un footballeur belge qui joue au poste de milieu de terrain à Oxford United.

## Biographie

### En club
Né à Bornem en Belgique, Brian De Keersmaecker est notamment formé par le Beerschot VA, club avec lequel il fait ses débuts en professionnel, lors d'une rencontre de championnat face au KAS Eupen le 13 avril 2019. Il marque deux minutes après son entrée en jeu, sur un service de Dante Vanzeir, et participe à la victoire de son équipe par deux buts à zéro.
Le 5 octobre 2020, De Keersmaecker est prêté pour une saison au FC Eindhoven.
Le 4 juin 2021, De Keersmaecker s'engage définitivement avec le FC Eindhoven. Il signe un contrat de deux ans, soit jusqu'en juin 2023, avec une année supplémentaire en option.
Lors de l'été 2023, il rejoint l'Heracles Almelo. Il signe un contrat de trois ans, soit jusqu'en juin 2027.
Il découvre alors l'Eredivisie, l'élite du football néerlandais, jouant son premier match le 12 août 2023, lors de la première journée de la saison 2023-2024, contre l'Ajax Amsterdam. Il est titularisé lors de cette rencontre perdue par son équipe par quatre buts à un. Il inscrit son premier but pour le club le 23 septembre 2023, à l'occasion d'un match de championnat face au FC Volendam. Titulaire, il ouvre le score mais les deux équipes se neutralisent et le score final est de deux buts partout.

### En sélections nationales
Brian De Keersmaecker représente l'équipe de Belgique des moins de 16 ans, pour un total de trois matchs joués, tous les trois en 2016, et un but marqué.

## Statistiques

### En club
| Saison                | Club                  | Championnat           | Championnat | Championnat | Championnat | Coupe(s) nationale(s) | Coupe(s) nationale(s) | Coupe(s) nationale(s) | Autres compétitions | Autres compétitions | Autres compétitions | Autres compétitions | Total | Total | Total |
| Saison                | Club                  | Division              | M.          | B.          | P.d.        | M.                    | B.                    | P.d.                  | Comp.               | M.                  | B.                  | P.d.                | M.    | B.    | P.d.  |
| 2018-2019             | Beerschot VA          | Division 1B           | -           | -           | -           | -                     | -                     | -                     | PO2                 | 6                   | 1                   | 0                   | 6     | 1     | 0     |
| 2019-2020             | Beerschot VA          | Division 1B           | 9           | 1           | 0           | 1                     | 0                     | 0                     | TM                  | 1                   | 0                   | 0                   | 11    | 1     | 0     |
| Sous-total            | Sous-total            | Sous-total            | 9           | 1           | 0           | 1                     | 0                     | 0                     | -                   | 7                   | 1                   | 0                   | 17    | 2     | 0     |
| 2020-2021             | FC Eindhoven (prêt)   | Eerste Divisie        | 26          | 3           | 1           | 1                     | 0                     | 0                     | -                   | -                   | -                   | -                   | 27    | 3     | 1     |
| 2021-2022             | FC Eindhoven          | Eerste Divisie        | 36          | 1           | 1           | 1                     | 0                     | 0                     | PO                  | 4                   | 0                   | 0                   | 41    | 1     | 1     |
| 2022-2023             | FC Eindhoven          | Eerste Divisie        | 28          | 1           | 4           | 1                     | 0                     | 0                     | PO                  | 2                   | 0                   | 0                   | 31    | 1     | 4     |
| Sous-total            | Sous-total            | Sous-total            | 90          | 5           | 6           | 3                     | 0                     | 0                     | -                   | 6                   | 0                   | 0                   | 99    | 5     | 6     |
| 2023-2024             | Heracles Almelo       | Eredivisie            | 33          | 2           | 2           | 1                     | 0                     | 0                     | -                   | -                   | -                   | -                   | 34    | 2     | 2     |
| 2024-2025             | Heracles Almelo       | Eredivisie            | 31          | 5           | 3           | 5                     | 0                     | 1                     | -                   | -                   | -                   | -                   | 36    | 5     | 4     |
| Sous-total            | Sous-total            | Sous-total            | 64          | 7           | 5           | 6                     | 0                     | 1                     | -                   | -                   | -                   | -                   | 70    | 7     | 6     |
| 2025-2026             | Oxford United         | Championship          | -           | -           | -           | -                     | -                     | -                     | -                   | -                   | -                   | -                   | 0     | 0     | 0     |
| Total sur la carrière | Total sur la carrière | Total sur la carrière | 163         | 13          | 11          | 10                    | 0                     | 1                     | -                   | 13                  | 1                   | 0                   | 186   | 14    | 12    |

## Palmarès

### En club
|  |  | Beerschot VA - Championnat de Belgique de deuxième division (1) : - Champion : 2020. |